# Андерсон, Александрия
Александрия Мари Андерсон (англ. Alexandria Marie Anderson; род. 28 января 1987, Чикаго) — американская легкоатлетка, специалистка по бегу на короткие дистанции. Выступала на профессиональном уровне в 2001—2017 годах, чемпионка мира в эстафете 4 × 100 метра, победительница ряда крупных стартов международного и национального значения.

## Биография
Александрия Андерсон родилась 28 января 1987 года в городе Чикаго, штат Иллинойс. Во время учёбы в местной старшей школе Morgan Park High School играла в волейбол, трижды становилась чемпионкой города в этом виде спорта.
Бегом увлекалась с шести лет, в детстве часто соревновалась с мальчиками на улице — в конечном счёте её талант заметили и предложили заняться легкой атлетикой серьёзно. С 2001 года принимала участие в стартах национального значения, выступая в спринтерских дисциплинах.
Впервые заявила о себе на международном уровне в сезоне 2003 года, когда вошла в состав американской сборной и выступила на юношеском мировом первенстве в Шербруке, где одержала победу в эстафете 100 + 200 + 300 + 400 метров.
В 2004 году на юниорском мировом первенстве в Гроссето победила в эстафете 4 × 400 метров.
В 2006 году завоевала золото в эстафете 4 × 100 метров на юниорском мировом первенстве в Пекине.
Продолжила карьеру в Техасском университете в Остине, в 2006—2009 годах состояла в университетской команде Texas Longhorns, успешно выступала на различных студенческих соревнованиях, в частности дважды становилась чемпионкой Национальной ассоциации студенческого спорта (NCAA), неоднократно получала статус всеамериканской спортсменки.
В 2009 году бежала эстафету 4 × 100 метров на чемпионате мира в Берлине, благополучно преодолела свой второй этап во время предварительного забега, но передача эстафетной палочки бежавшей третьей Муне Ли прошла неудачно, и спортсменкам пришлось сойти.
В 2011 году в той же дисциплине победила на чемпионате мира в Тэгу (участвовала только в предварительном квалификационном этапе).
В 2013 году на чемпионате мира в Москве заняла седьмое место в индивидуальном беге на 100 метров и получила серебро в эстафете 4 × 100 метров.
В 2014 году победила в эстафете 4 × 100 метров на чемпионате мира по легкоатлетическим эстафетам в Нассау.
Завершила спортивную карьеру по окончании сезона 2017 года.